# Vojaški ordinariat Ekvadorja
Vojaški ordinariat Ekvadorja (špansko Obispado Castrense del Ecuador) je rimskokatoliški vojaški ordinariat, ki je vrhovna cerkveno-verska organizacija in skrbi za pripadnike oboroženih sil Ekvadorja.
Sedež ordinariata je v Quitu.

## Škofje
- Juan Ignacio Larrea Holguín (5. avgust 1983 - 7. december 1989)
- Raúl Eduardo Vela Chiriboga (8. julij 1989 - 21. marec 2003)
- Miguel Angel Aguilar Miranda (14. februar 2004 - danes)